# نادي المتحد طرابلس
نادي المتحد طرابلس هو نادي يلعب في الدوري اللبناني لكرة السلة. تأسس سنة 1987، وانتقل لللعب في الدرجة الأولى سنة 2005، ويمتلك شعبية كبيرة في طرابلس.

## إنجازات
- بطل بطولة جون همام لكرة السلة 2004
- المركز الخامس في موسم بطولة دوري الدرجة الأولى 2005/2006
- في المرتبة الخامسة في موسم بطولة دوري الدرجة الأولى 2006/2007
- الوصيف في بطولة دوري الدرجة الأولى 2007/2008
- المركز الخامس في بطولة دبي العالمية 2008/2009
- المركز الخامس في بطولة غرب آسيا 2008/2009
- بطولة الدوري اللبناني لكرة السلة في 2008/2009
- كرة السلة اللبنانية الوصيف في 2008-2009
- المركز الثاني في بطولة الأندية العربية في 2009/2010
- المركز الثالث في موسم بطولة دوري الدرجة الأولى 2010/2011
- المركز الخامس في موسم بطولة دوري الدرجة الأولى 2011/2012